# Serhiy Sydorchuk
Serhiy Sydorchuk (en ucraniano: Сергій Олександрович Сидорчук; Zaporiyia, 2 de mayo de 1991) es un futbolista ucraniano que juega en la demarcación de centrocampista para el K. V. C. Westerlo de la Primera División de Bélgica.

## Selección nacional
Debutó con la selección de fútbol de Ucrania el 9 de octubre de 2014 en un partido de clasificación para la Eurocopa 2016 contra Bielorrusia, encuentro que finalizó por 0-2, marcando Sydorchuk en su partido debut.

### Participaciones en Eurocopas
| Copa          | Sede     | Resultado        | Partidos | Goles |
| ------------- | -------- | ---------------- | -------- | ----- |
| Eurocopa 2016 | Francia  | Primera fase     | 2        | 0     |
| Eurocopa 2020 | Europa   | Cuartos de final | 5        | 0     |
| Eurocopa 2024 | Alemania | Primera fase     | 1        | 0     |

### Goles internacionales
| # | Fecha                 | Estadio                             | Oponente            | Gol | Resultado | Competición                         |
| - | --------------------- | ----------------------------------- | ------------------- | --- | --------- | ----------------------------------- |
| 1 | 9 de octubre de 2014  | Borisov Arena, Borisov, Bielorrusia | Bielorrusia         | 0-2 | 0–2       | Clasificación para la Eurocopa 2016 |
| 2 | 12 de octubre de 2014 | Arena Lviv, Leópolis, Ucrania       | Macedonia del Norte | 1–0 | 1–0       | Clasificación para la Eurocopa 2016 |

## Clubes
| Club                      | País    | Año       | Partidos | Goles |
| ------------------------- | ------- | --------- | -------- | ----- |
| F. C. Metalurh Zaporizhya | Ucrania | 2008-2012 | 58       | 4     |
| F. C. Dinamo de Kiev      | Ucrania | 2013-2023 | 327      | 21    |
| K. V. C. Westerlo         | Bélgica | 2023-     | 46       | 3     |

## Palmarés

### Campeonatos nacionales
| Título                  | Club                 | País    | Año  |
| ----------------------- | -------------------- | ------- | ---- |
| Copa de Ucrania         | F. C. Dinamo de Kiev | Ucrania | 2014 |
| Liga Premier de Ucrania | F. C. Dinamo de Kiev | Ucrania | 2015 |
| Copa de Ucrania         | F. C. Dinamo de Kiev | Ucrania | 2015 |
| Liga Premier de Ucrania | F. C. Dinamo de Kiev | Ucrania | 2016 |
| Supercopa de Ucrania    | F. C. Dinamo de Kiev | Ucrania | 2016 |
| Supercopa de Ucrania    | F. C. Dinamo de Kiev | Ucrania | 2018 |
| Supercopa de Ucrania    | F. C. Dinamo de Kiev | Ucrania | 2019 |
| Copa de Ucrania         | F. C. Dinamo de Kiev | Ucrania | 2020 |
| Supercopa de Ucrania    | F. C. Dinamo de Kiev | Ucrania | 2020 |
| Liga Premier de Ucrania | F. C. Dinamo de Kiev | Ucrania | 2021 |
| Copa de Ucrania         | F. C. Dinamo de Kiev | Ucrania | 2021 |